# Carles Boix i Serra
Carles Boix i Serra (Barcelona, 1962) és un professor universitari de ciències polítiques de la Universitat de Princeton, als Estats Units. El 1995 va rebre el doctorat per la Universitat Harvard i fou assessor del Banc Mundial i del Banc Interamericà de Desenvolupament. És membre de l'Acadèmia Americana d'Arts i Ciències des de l'octubre de 2010 i més endavant va rebre el premi Fundació de Catalunya Oberta 2012. És membre fundador del Col·lectiu Wilson i col·labora amb una columna d'opinió al diari Ara. El setembre de 2015 va signar un manifest de científics a favors de Junts pel Sí, candidatura independentista a les eleccions al Parlament de Catalunya de 2015.

## Obra
- Partidos políticos, crecimiento e igualdad. Estrategias económicas conservadoras y socialdemócratas en democracias avanzadas. Alianza Editorial, 1996
- Political Parties, Growth and Equality. Cambridge University Press, 1998
- L'obertura catalana. Col·lecció IDEES Assaig Breu, Angle Editorial, 2002
- Democracy and Redistribution. Cambridge University Press, 2003
- Oxford Handbook of Comparative Politics. Coeditor amb Susan Stokes. Nova York: Oxford University Press, 2007
- La porta de la gàbia. A contra vent, 2011[5]
- Cartes ianquis. A contra vent, 2012
- Political Order and Inequality. Their Foundations and their Consequences for Human Welfare. Nova York: Cambridge University Press, 2015